# Івановка (Ульяновський район, Ульяновська область)
Івановка (рос. Ивановка) — село в Ульяновському районі Ульяновської області Російської Федерації.
Населення становить 446 осіб. Входить до складу муніципального утворення Зеленорощинське сільське поселення.

## Історія
Від 2004 року входить до складу муніципального утворення Зеленорощинське сільське поселення.

## Населення
| 2010 |
| ---- |
| 446  |